# Tapestry
Tapestry är ett musikalbum av Carole King utgivet 10 februari 1971. Albumet tilldelades fyra Grammys, bland annat Årets skiva. Det var ett stort genombrott för King som sångerska, hon var tidigare mest känd för att skriva låtar, inte framföra dem. "It's Too Late" släpptes som singel och blev skivans största hit, men även "You've Got a Friend" blev en stor hit då James Taylor gjorde en cover på den. Kings originalversion låg åtta veckor på Tio i topp i från april 1972. Albumet toppade USA-listan Billboard 200 i 15 veckor och noterade totalt 313 veckor på listan.
Tapestry var ett av albumen magasinet Rolling Stone medtog i listan The 500 Greatest Albums of All Time.

## Låtlista
Alla låtar skrivna av Carole King om inget annat anges.
1. "I Feel the Earth Move" – 2:58
2. "So Far Away" – 3:55
3. "It's Too Late" (text av Toni Stern) – 3:53
4. "Home Again" – 2:29
5. "Beautiful" – 3:08
6. "Way Over Yonder" – 4:44
7. "You've Got a Friend" – 5:09
8. "Where You Lead" (text av Toni Stern) – 3:20
9. "Will You Love Me Tomorrow?" (Gerry Goffin, King) – 4:12
10. "Smackwater Jack" (Goffin, King) – 3:41
11. "Tapestry" – 3:13
12. "(You Make Me Feel Like) A Natural Woman" (Goffin, King, Jerry Wexler) – 3:49

## Listplaceringar
| Lista (1971-1972) | Position            |
| ----------------- | ------------------- |
| Australien        | 2 (Go Set)          |
| Japan             | 1 (Oricon)          |
| Kanada            | 1 (RPM)             |
| Norge             | 8 (VG-lista)        |
| Storbritannien    | 4 (UK Albums Chart) |
| Sverige           | 16 (Kvällstoppen)   |
| USA               | 1 (Billboard 200)   |